# Colonna, Roma
Colonna là một đô thị ở tỉnh Roma, vùng Latium của Italia, nằm ở vị trí khoảng 20 km về phía đông nam của Roma, on the Alban Hills. Vào thời điểm ngày 31 tháng 12 năm 2004, đô thị này có dân số 3.553 người và diện tích là 3,5 km².
Colonna giáp các đô thị: Monte Compatri, Roma, San Cesareo.